# Manuel Antonio Román
Manuel Antonio Román Madariaga (Doñihue, 1858-Valparaíso, 30 de septiembre de 1920) fue un sacerdote y lexicógrafo chileno, miembro de número de la Academia Chilena de la Lengua.

## Biografía
Recibió las órdenes sacerdotales en 1881. A partir de 1899, fue vicario general del arzobispado. 
Además de distintas obras de temática religiosa propias de los cargos que ostentó, es autor del Diccionario de chilenismos y de otras voces y locuciones viciosas, publicado en cinco volúmenes desde 1901 hasta 1918. Se trata de un diccionario de carácter prescriptivo, centrado en el vocabulario del español de Chile.
Entre sus aficiones, se hallaba la de escribir poemas y algunas composiciones teatrales. 
En 1885, fue elegido miembro de número de la Academia Chilena de la Lengua, en la que ocupó hasta su muerte el sillón número 2.